# Louzy

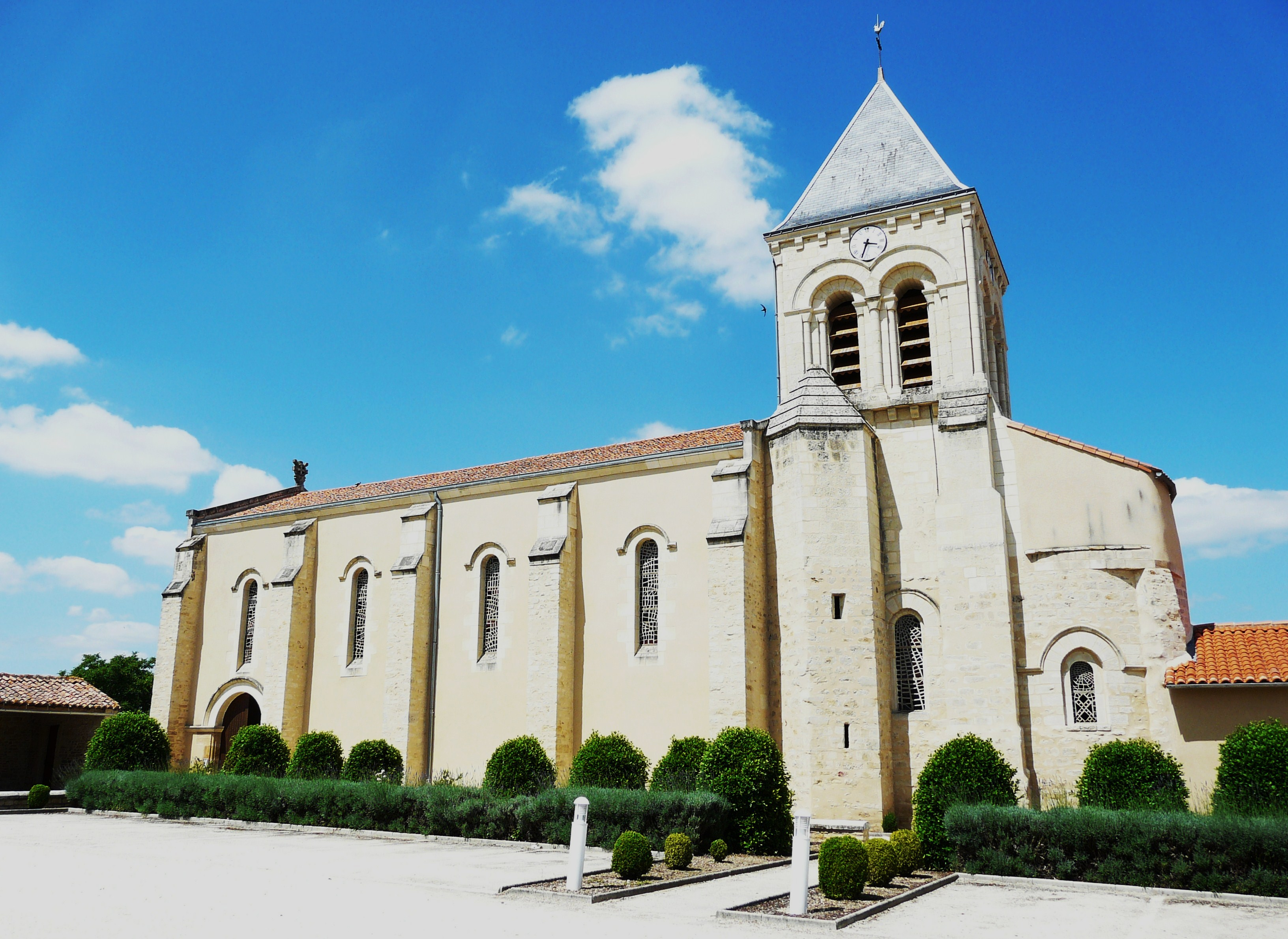
Kerk

Louzy is een gemeente in het Franse departement Deux-Sèvres (regio Nouvelle-Aquitaine) en telt 1127 inwoners (2005). De plaats maakt deel uit van het arrondissement Bressuire.

## Geografie
De oppervlakte van Louzy bedraagt 18,6 km², de bevolkingsdichtheid is 60,6 inwoners per km².

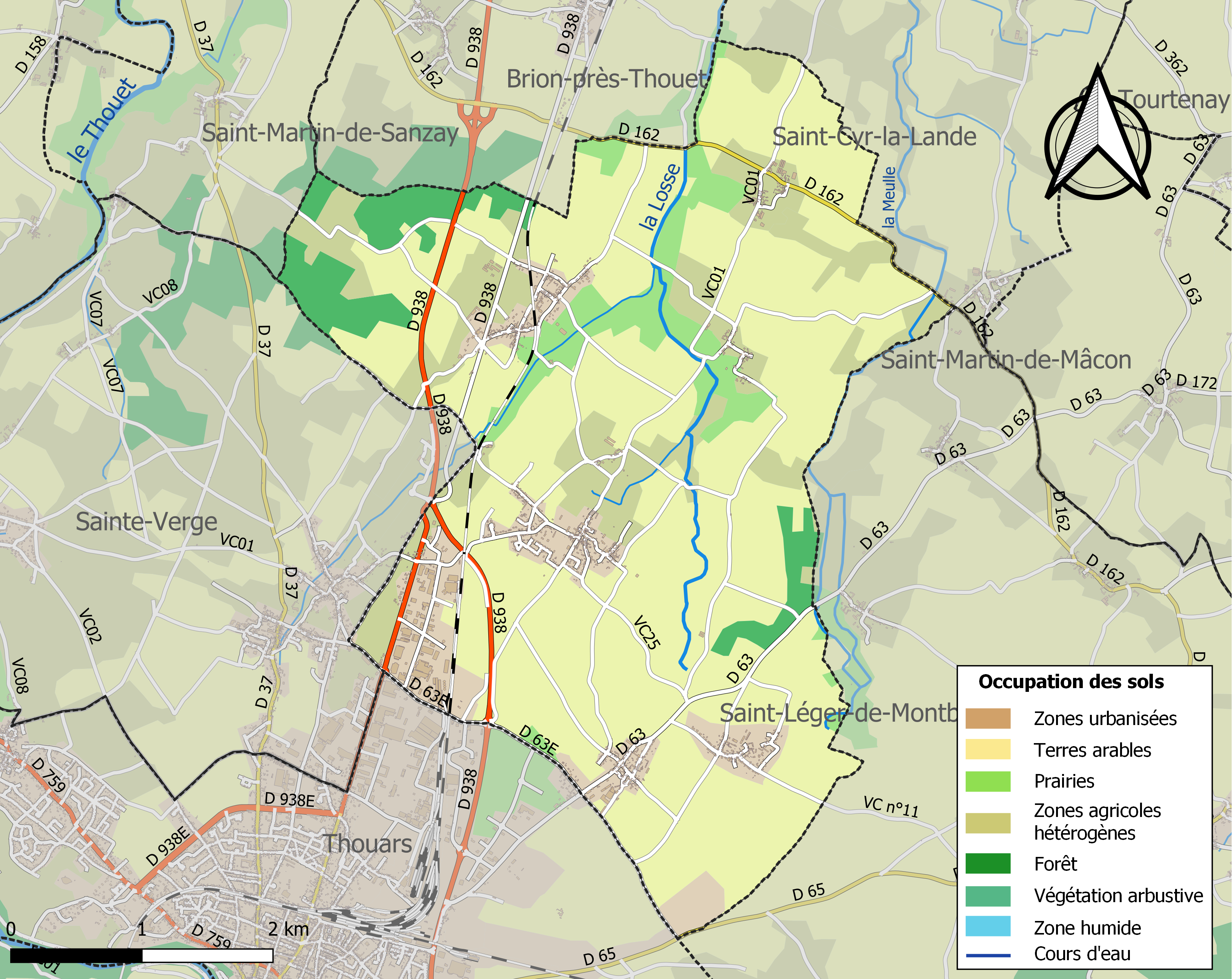
Kaart van de gemeente met de belangrijkste infrastructuur, bodemgebruik en omliggende gemeenten

## Demografie
Onderstaande figuur toont het verloop van het inwonertal (bron: INSEE-tellingen).